# Campionati europei giovanili di nuoto 2006
I XXXIII Campionati europei giovanili di nuoto e tuffi si sono disputati tra il 1º luglio e il 9 luglio 2006 nella sede di Palma di Maiorca.
Hanno partecipato alla manifestazione le federazioni iscritte alla LEN; questi i criteri di ammissione:
- le nuotatrici di 15 e 16 anni (1991 e 1990), i nuotatori di 17 e 18 (1989 e 1988)
- le tuffatrici e i tuffatori di 16, 17 e 18 anni (1990, 1989 e 1988) per la categoria "A"; Le ragazze e i ragazzi di 14 e 15 anni (1992 e 1991) per la categoria "B".

## Podi
RC = record dei campionati
REJ = record europeo juniores

### Uomini
| Evento               | Oro                                                                         | Tempo       | Argento                                                                        | Tempo    | Bronzo                                                                        | Tempo    |
| Stile libero         |                                                                             |             |                                                                                |          |                                                                               |          |
| 50 m                 | Norbert Trandafir                                                           | 22"80       | Sergey Fesikov                                                                 | 23"16    | Yoris Grandjean                                                               | 23"18    |
| 100 m                | Yoris Grandjean                                                             | 50"89       | Norbert Trandafir                                                              | 50"90    | Michele Santucci Sebastian Wikström                                           | 51"15    |
| 200 m                | Robert Renwick                                                              | 1'49"26     | Federico Colbertaldo                                                           | 1'49"94  | Ioannis Giannoulis                                                            | 1'50"91  |
| 400 m                | Federico Colbertaldo                                                        | 3'49"12 RC  | Aleksandr Selin                                                                | 3'50"94  | Nikita Lobintsev                                                              | 3'51"90  |
| 1500 m               | Nikita Lobintsev                                                            | 15'06"15    | Federico Colbertaldo                                                           | 15'10"82 | Maciej Hreniak                                                                | 15'11"93 |
| Dorso                |                                                                             |             |                                                                                |          |                                                                               |          |
| 50 m                 | Ivan Tolić                                                                  | 26"04       | Mathias Stenderup Gydesen                                                      | 26"44    | Damiano Lestingi                                                              | 26"59    |
| 100 m                | Damiano Lestingi                                                            | 56"85       | János Szabó                                                                    | 57"16    | Ivan Tolić                                                                    | 57"31    |
| 200 m                | Damiano Lestingi                                                            | 2'00"32     | Pedro Diogo Oliveira                                                           | 2'02"75  | Andriy Nikishenko                                                             | 2'03"50  |
| Rana                 |                                                                             |             |                                                                                |          |                                                                               |          |
| 50 m                 | Mattia Pesce                                                                | 28"59       | Damir Dugonjič                                                                 | 28"65    | Aurimas Valaitis                                                              | 28"98    |
| 100 m                | Sławomir Wolniak                                                            | 1'02"40     | Edoardo Giorgetti                                                              | 1'02"61  | Piotr Gałka                                                                   | 1'03"12  |
| 200 m                | Edoardo Giorgetti                                                           | 2'15"00     | Slawomir Wolniak                                                               | 2'15"19  | Luca Pizzini                                                                  | 2'15"69  |
| Farfalla             |                                                                             |             |                                                                                |          |                                                                               |          |
| 50 m                 | Rafael Muñoz Pérez                                                          | 24"21 RC    | Mario Todorović                                                                | 24"28    | Dominik Straga                                                                | 24"62    |
| 100 m                | Joseph Davide Natullo                                                       | 54"07       | Mario Todorović                                                                | 54"20    | Yauheni Lazuka Dominik Straga                                                 | 54"51    |
| 200 m                | Joseph Davide Natullo                                                       | 1'58"53     | Gergő Kis                                                                      | 1'58"68  | Norbert Kovács                                                                | 2'00"20  |
| Misti                |                                                                             |             |                                                                                |          |                                                                               |          |
| 200 m                | Gergő Kis                                                                   | 2'03"53 REJ | Martin Liivamägi                                                               | 2'03"67  | Dávid Verrasztó                                                               | 2'03"89  |
| 400 m                | Gergő Kis                                                                   | 4'16"82 RC  | Dávid Verrasztó                                                                | 4'19"30  | Mateusz Matczak                                                               | 4'20"27  |
| Staffette            |                                                                             |             |                                                                                |          |                                                                               |          |
| 4x100 m stile libero | RussiaAleksei Kosesnikov Sergei Perunin Aleksandr Sukhorukov Sergei Fesikov | 3'23"63     | Gran BretagnaDavid Waslin Adam Brown Christopher Middleton Robert Renwick      | 3'25"59  | ItaliaRiccardo D'Acquisto Marco Belotti Michele Santucci Lorenzo Mileti Nardo | 3'25"64  |
| 4x200 m stile libero | RussiaSergei Perunin Nikita Lobintsev Aleksandr Sukhorukov Aleksandr Selin  | 7'23"02 RC  | ItaliaCesare Sciocchetti Manuel Vincenzi Federico Colbertaldo Michele Santucci | 7'27"80  | FranciaXavier Lepretre Anthony Pannier Joris Hustache Kevin Munier            | 7'29"96  |
| 4x100 m misti        | SpagnaAlan Cabello Melquiades Álvarez Pablo Ordóñez Marcos Vázquez          | 3'47"63     | PoloniaTomasz Gaszyk Sławomir Wolniak Mikolaj Czarnecki Mateusz Haas           | 3'48"64  | Gran BretagnaMarco Loughran Max Partridge Christopher Chasser Robert Renwick  | 3'48"68  |

### Donne
| Evento               | Oro                                                                          | Tempo    | Argento                                                                         | Tempo               | Bronzo                                                                      | Tempo               |
| Stile libero         |                                                                              |          |                                                                                 |                     |                                                                             |                     |
| 50 m                 | Francesca Halsall                                                            | 25"28 RC | Ranomi Kromowidjojo                                                             | 25"81               | Daryna Stepanyuk                                                            | 26"05               |
| 100 m                | Francesca Halsall                                                            | 55"47    | Ophélie-Cyrielle Étienne                                                        | 56"80               | Nathalie Lindborg Daryna Stepanyuk                                          | 57"00               |
| 200 m                | Mireia Belmonte Garcia                                                       | 2'01"61  | Francesca Halsall                                                               | 2'01"93             | Ophélie-Cyrielle Étienne                                                    | 2'02"00             |
| 400 m                | Aurélie Muller                                                               | 4'15"72  | Joanna Budzis                                                                   | 4'16"00             | Giulia Bolgiani                                                             | 4'16"03             |
| 1500 m               | Elena Sokolova                                                               | 8'43"53  | Giulia Bolgiani                                                                 | 8'43"65             | Monika Mocnik                                                               | 8'49"03             |
| Dorso                |                                                                              |          |                                                                                 |                     |                                                                             |                     |
| 50 m                 | Christin Zenner                                                              | 29"38    | Anastasia Zueva                                                                 | 29"60               | Helga Kalicz                                                                | 29"87               |
| 100 m                | Anastasia Zueva                                                              | 1'02"32  | Elizabeth Simmonds                                                              | 1'02"79             | Georgia Davies                                                              | 1'03"87             |
| 200 m                | Elizabeth Simmonds                                                           | 2'12"78  | Anastasia Zueva                                                                 | 2'158"              | Oxana Shlapakova                                                            | 2'15"83             |
| Rana                 |                                                                              |          |                                                                                 |                     |                                                                             |                     |
| 50 m                 | Anna Kuzmicheva                                                              | 32"52    | Hanna Westrin                                                                   | 32"61               | Luiza Hryniewicz                                                            | 32"93               |
| 100 m                | Anna Kuzmicheva                                                              | 1'09"85  | Hanna Westrin                                                                   | 1'10"19             | Katarzyna Dembniak Luiza Hryniewick                                         | 1'11"61             |
| 200 m                | Anna Kuzmicheva                                                              | 2'30"85  | Katarzyna Dembniak                                                              | 2'32"13             | Katalin Bor                                                                 | 2'32"32             |
| Farfalla             |                                                                              |          |                                                                                 |                     |                                                                             |                     |
| 50 m                 | Lena Celina Hiller                                                           | 27"29    | Lise Soule                                                                      | 27"56               | Ranomi Kromowidjojo                                                         | 27"59               |
| 100 m                | Eszter Dara                                                                  | 1'00"55  | Jemma Lowe                                                                      | 1'00"74             | Ilaria Bianchi                                                              | 1'01"05             |
| 200 m                | Jessica Dickons                                                              | 2'10"07  | Jemma Lowe                                                                      | 2'11"59             | Nina Dittrich                                                               | 2'12"84             |
| Misti                |                                                                              |          |                                                                                 |                     |                                                                             |                     |
| 200 m                | Olga Shulgina                                                                | 2'15"42  | Nina Dittrich                                                                   | 1'17"86             | Eszter Dara                                                                 | 2'18"22             |
| 400 m                | Mireia Belmonte Garcia                                                       | 4'46"24  | Jessica Dickons                                                                 | 4'51"58             | Eszter Dara                                                                 | 4'53"92             |
| Staffette            |                                                                              |          |                                                                                 |                     |                                                                             |                     |
| 4x100 m stile libero | Gran BretagnaNatalie Durant Chloe Ross Laureen Colins Francesca Halsall      | 3'47"89  | GermaniaLisa Vitting Uta Müller Karoline Günther Lena Hiller                    | pari merito 3'49"23 | RussiaOlga Shulgina Oksana Shlapakova Natalia Miselimyan Viktoria Malyutina | pari merito 3'49"23 |
| 4x200 m stile libero | RussiaAnastasia Aksenova Olga Shulgina Olga Karmanchikova Viktoria Malyutina | 8'10"96  | Gran BretagnaFrancesca Halsall Natalie Durant Elizabeth Simmonds Rachael George | 8'11"76             | ItaliaGiulia Bolgiani Cinzia Sciocchetti Anna Greselin Carolina Bianchetto  | 8'21"30             |
| 4x100 m misti        | RussiaAnastasia Zueva Anna Kuzmicheva Anastasia Aksenova Viktoria Malyutina  | 4'12"63  | UngheriaHelga Kalicz Katalin Bor Emese Kovács Eszter Dara                       | 4'14"41             | FranciaReine Weber Fanny Garruchet Lise Soule Ophélie-Cyrielle Étienne      | 4'15"09             |

### Tuffi
| Evento                         | Oro                              | Punti  | Argento                                 | Punti  | Bronzo                           | Punti  |
| Uomini - categoria "A"         |                                  |        |                                         |        |                                  |        |
| trampolino 1 m                 | Illja Kvaša                      | 499,00 | Artem Lvov                              | 481,80 | Patrick Hausding                 | 476,30 |
| trampolino 3 m                 | Illja Kvaša                      | 567,90 | Artem Lvov                              | 560,50 | Patrick Hausding                 | 533,20 |
| piattaforma                    | Patrick Hausding                 | 528,35 | Callum Johnstone                        | 492,20 | Christofer Eskilsson             | 479,55 |
| sincro 3 m categorie "A" e "B" | Aleksandr Gorškov Artem Lvov     | 315,09 | Oleksandr Horškovozov Dmytro Mezheijsky | 285,99 | Callum Johnstone Charles Calvert | 284,88 |
| Ragazzi - categoria "B"        |                                  |        |                                         |        |                                  |        |
| trampolino 1 m                 | Denis Meleshenkov                | 396,80 | Oleksandr Horškovozov                   | 382,25 | Tommaso Rinaldi                  | 365,40 |
| trampolino 3 m                 | Oleksandr Horškovozov            | 457,30 | Viktor Minibaev                         | 453,05 | Maicol Scuttari                  | 420,90 |
| piattaforma                    | Viktor Minibaev                  | 454,30 | Il'ja Zacharov                          | 432,65 | Oleksandr Horškovozov            | 426,00 |
| Donne - categoria "A"          |                                  |        |                                         |        |                                  |        |
| trampolino 1 m                 | Svetlana Filippova               | 391,65 | Nora Subschinski                        | 387,00 | Mariya Voloshchenko              | 373,15 |
| trampolino 3 m                 | Nora Subschinski                 | 443,90 | Mariya Voloshchenko                     | 441,60 | Svetlana Filippova               | 404,20 |
| piattaforma                    | Karina Silva                     | 416,20 | Nora Subschinski                        | 410,15 | Julija Koltunova                 | 387,60 |
| sincro 3 m categorie "A" e "B" | Svetlana Filippova Olga Pashkina | 275,46 | Mariya Voloschchenko Anna Pysmenska     | 265,23 | Anna Pujol Karina Silva          | 255,93 |
| Ragazze - categoria "B"        |                                  |        |                                         |        |                                  |        |
| trampolino 1 m                 | Viktoriya Khitrinska             | 306,40 | Anna Pysmenska                          | 301,50 | Elizabeth Heald                  | 300,15 |
| trampolino 3 m                 | Viktoriya Khitrinska             | 351,75 | Ganna Golovata                          | 348,95 | Maria Smirnova                   | 340,05 |
| piattaforma                    | Yana Zytseva                     | 328,80 | Olga Vintoniak                          | 317,80 | Viktoriya Khitrinska             | 293,30 |

## Medagliere
- Nuoto

| Posizione | Paese         | Oro | Argento | Bronzo | Totale |
| --------- | ------------- | --- | ------- | ------ | ------ |
| 1         | Russia        | 11  | 5       | 2      | 18     |
| 2         | Italia        | 7   | 5       | 7      | 19     |
| 3         | Gran Bretagna | 6   | 7       | 2      | 15     |
| 4         | Spagna        | 4   | 0       | 0      | 4      |
| 5         | Ungheria      | 3   | 4       | 6      | 13     |
| 6         | Germania      | 2   | 1       | 0      | 3      |
| 7         | Polonia       | 1   | 4       | 6      | 11     |
| 8=        | Francia       | 1   | 2       | 3      | 6      |
| 8=        | Croazia       | 1   | 2       | 3      | 6      |
| 10        | Romania       | 1   | 1       | 0      | 2      |
| 11        | Belgio        | 1   | 0       | 1      | 2      |
| 12        | Svezia        | 0   | 2       | 2      | 4      |
| 13=       | Austria       | 0   | 1       | 1      | 2      |
| 13=       | Paesi Bassi   | 0   | 1       | 1      | 2      |
| 13=       | Slovenia      | 0   | 1       | 1      | 2      |
| 16=       | Estonia       | 0   | 1       | 0      | 1      |
| 16=       | Danimarca     | 0   | 1       | 0      | 1      |
| 16=       | Portogallo    | 0   | 1       | 0      | 1      |
| 19        | Ucraina       | 0   | 0       | 3      | 3      |
| 20=       | Bielorussia   | 0   | 0       | 1      | 1      |
| 20=       | Grecia        | 0   | 0       | 1      | 1      |
| 20=       | Lituania      | 0   | 0       | 1      | 1      |
| Totale    |               | 38  | 39      | 41     | 118    |

- Tuffi

| Posizione | Paese         | Oro | Argento | Bronzo | Totale |
| --------- | ------------- | --- | ------- | ------ | ------ |
| 1         | Russia        | 6   | 5       | 3      | 14     |
| 2         | Ucraina       | 5   | 6       | 3      | 14     |
| 3         | Germania      | 2   | 2       | 2      | 6      |
| 4         | Spagna        | 1   | 0       | 1      | 2      |
| 5         | Gran Bretagna | 0   | 1       | 2      | 3      |
| 6         | Italia        | 0   | 0       | 2      | 2      |
| 7         | Svezia        | 0   | 0       | 1      | 1      |
| Totale    |               | 14  | 14      | 14     | 42     |